# Odd Iversen
Odd Iversen (6. listopadu 1945, Trondheim, Norsko – 29. prosince 2014, Trondheim, Norsko) byl norský fotbalový útočník a reprezentant. Jeho synem je bývalý fotbalista Steffen Iversen.
Mimo Norska hrál na klubové úrovni v Belgii.

## Klubová kariéra
Na klubové úrovni hrál fotbal v Norsku pouze v mužstvech Rosenborg BK a Vålerenga IF. V letech 1969–1972 hrál za belgický klub KRC Mechelen. Celkem čtyřikrát se stal nejlepším kanonýrem nejvyšší norské fotbalové ligy:
- v sezóně 1967 nastřílel v dresu Rosenborgu 17 gólů (18zápasová sezóna)
- v sezóně 1968 nastřílel v dresu Rosenborgu 30 gólů (18zápasová sezóna)
- v sezóně 1969 nastřílel v dresu Rosenborgu 26 gólů (18zápasová sezóna)
- v sezóně 1979 nastřílel v dresu Vålerengy 16 gólů (22zápasová sezóna)

## Reprezentační kariéra
V A-týmu Norska debutoval 1. 6. 1967 v Helsinkách proti týmu Finska (výhra 2:0). Celkem odehrál v letech 1967–1979 za norský národní tým 45 zápasů a vstřelil 19 gólů.